# Шерстинский сельсовет
Шерстинский сельсовет (белор. Шарсцінскі сельсавет) — упразднённая административная единица на территории Ветковского района Гомельской области Республики Беларусь. Административный центр — агрогородок Шерстин.

## История
Шерстинский сельский Совет рабочих, крестьянских и красноармейских депутатов с центром в д. Шерстин был образован в 1919 году в составе Речковской волости Гомельского уезда.
Названия:
- с 1919 — Шерстинский сельский Совет рабочих, крестьянских и красноармейских депутатов
- с 05.12.1936 — Шерстинский сельский Совет депутатов трудящихся
- с 07.10.1977 — Шерстинский сельский Совет народных депутатов
- с 15.03.1994 — Шерстинский сельский Совет депутатов[2]

Административная подчинённость:
- с 1919 — в Речковской волости Гомельского уезда
- с 09.05.1923 — в Ветковской волости Гомельского уезда
- с 08.12.1926 — в Ветковском районе
- с 25.12.1962 — в Гомельском районе
- с 06.01.1965 — в Ветковском районе[2]

9 апреля 2023 года Шерстинский сельсовет упразднён. Населённые пункты Шерстин, Романов Лес, Ягодное включены в состав Приснянского сельсовета, Новосёлки, Ляды, Юрковичи — в состав Радужского сельсовета.

## Состав
Шерстинский сельсовет включает 6 населённых пунктов:
- Ляды — посёлок
- Новосёлки — агрогородок
- Романов Лес — посёлок
- Шерстин — агрогородок
- Юрковичи — деревня
- Ягодное — деревня